# Дмитрий Мусерски
Дмитрий Мусерски е руски и украински волейболист, централен блокировач на „Белогоре“ („Белогорье“), Белгород и руския национален отбор, заслужил майстор на спорта и олимпийски шампион от Лондон, 2012 година.

## Кариера
Започва професионалната си кариера в „Белогоре“, играейки за дублиращия отбор. По онова време играе и за младежкия национален отбор на Украйна. Приема руско гражданство в края на 2006 г.
През сезон 2007/2008 играе за мъжкия тим на „Белогоре“. Прекарва и кратък престой в „Металоинвест“, завръща се в отбора на Белгород и става твърд титуляр на поста диагонал. През 2009 г. печели Купата на Европейската конфедерация. Попада и в националния отбор на Русия, но не записва мачове поради контузия. В следващия сезон Мусерски вече играе като блокировач и е избран за най-добър играч в първенството на този пост. Достига финал на Световната лига по волейбол с отбора на Русия, но „Сборная“ губи от Бразилия. През 2011 година Дмитрий печели турнира на Световната волейболна лига и Световната купа. На следващата година участва на олимпийските игри в Лондон. На финала срещу Бразилия треньорът Владимир Алекно прави рокада и пуска Мусерски като диагонал, а диагоналът Максим Михайлов играе като посрещач, когато Русия губи с 2:0 гейма. В крайна сметка „Сборная“ побеждава с 3:2 и става олимпийски шампион. През сезон 2012/2013 става шампион на Русия с „Белгородие“ и е избран за най-добър играч през сезона.